# 盧元明
盧 元明（ろ げんめい、生没年不詳）は、北魏から東魏にかけての官吏・文人。字は幼章。本貫は范陽郡涿県。

## 経歴
盧昶の五男として生まれた。永安初年、臨淮王元彧の属官となり、その部曲を率いた。孝武帝が即位すると、元明は郎として儀礼を任された。城陽県子に封じられ、中書侍郎に転じた。永熙末年、洛陽の東の緱山に住んで、幽居賦を作った。537年（天平4年）、吏部郎中を兼ね、李諧の副使として南朝梁に赴いた。帰国すると、尚書右丞に任じられ、散騎常侍の位を受け、監起居をつとめた。積年のあいだ史館にあったが、関心を持てないままに終わった。後に黄門郎・幽州大中正を兼ねた。

## 逸話・人物
- 盧元明は若いころ、郷里から洛陽に帰る途中で相州刺史の中山王元熙のもとを立ち寄った。元熙は「盧郎は風采が神がかっているので、離騒を誦して、美酒を飲めば、おのずとよい器となるだろう」と言って感心した。
- 盧元明がある夜にみた夢の中で、潁川に住む友人の王由が酒を携えて元明のもとにやってきて別れを告げ、詩を賦して贈ってきた。目を覚ますと、その詩のうちの10字を覚えていて、「自茲一去後、市朝不復遊」というものであった。元明は「王由は俗世間に合わない性格で、人々のあいだを渡り歩いて寄宿してきた。いまこのような夢をみたのも、必ずや彼にゆえあってのことに違いない」と言って嘆いた。3日経つと、はたして王由が反乱兵に殺害されたとの報が伝えられた。まもなく、王由が亡くなった日が夢を見た夜であったことが判明した。
- 盧元明はあまり交遊しなかったが、酒を飲んで詩を賦すことを楽しんだ。玄理を好んで、『史子新論』数十篇を作り、その他の文章はまた別に文集に採録した。
- 盧元明は三たび妻を迎えた。2番目の妻の鄭氏は、鄭厳祖の妹であった。李神儁も彼女と結婚しようとして2人で争いになり、鄭厳祖の玄関の前で殴りあいの喧嘩をした。結局、鄭氏は元明と結婚したが、元明の兄の子の盧士啓と私通した。しかし元明は離縁することができなかった。

## 伝記資料
- 『魏書』巻47 列伝第35
- 『北史』巻30 列伝第18